# Station Pliszka
Station Pliszka is een spoorwegstation in de Poolse plaats Pliszka.